# Beneath It All
Beneath It All é um EP da banda de pop punk norte-americana Hey Monday.
Em 31 de março a vocalista e líder do Hey Monday, Cassadee Pope, anunciou o nome do EP durante um chat.. No Bamboozle a banda anunciou que o EP deverá ser lançado em meados de junho mas o lançamento acabou sendo adiado para agosto. Em 23 de junho, Hey Monday anunciou oficialmente o nome do EP, incluindo uma versão deluxe, e o nome das faixas.
Também foi anunciado que o EP conterá apenas 9 canções inéditas. Este será o primeiro álbum de Patrick McKenzie como baterista oficial da banda. Um video clipe para o primeiro single do CD, a canção "Wonder Girl", também foi anunciado com as filmagens marcadas para começar em 24 de junho. O primeiro clipe deste álbum, "I don't wanna dance" já teve sua estreia.
| Críticas profissionais                                                      | Críticas profissionais |
| Avaliações da crítica                                                       | Avaliações da crítica  |
| Fonte                                                                       | Avaliação              |
| --------------------------------------------------------------------------- | ---------------------- |
| Alternative Press                                                           | [ 2 ]                  |
| BLARE Magazine                                                              | [ 3 ]                  |
| idobi                                                                       | [ 4 ]                  |
| Sound In The Signals                                                        | [ 5 ]                  |
| PaynePunkPress                                                              | [ 6 ]                  |
| Esta tabela precisa de ser acompanhada por texto em prosa. Consulte o guia. |                        |

## Faixas
Todas as faixas escritas e compostas por Hey Monday. 
| N.º | Título                | Duração |  |
| 1.  | "Wish You Were Here"  | 3:19    |  |
| 2.  | "Wondergirl"          | 3:20    |  |
| 3.  | "I Don't Wanna Dance" | 4:00    |  |
| 4.  | "Hangover"            | 3:03    |  |
| 5.  | "Mr. Pushover"        | 3:44    |  |
| 6.  | "Where is My Head"    | 3:29    |  |

| Exclusivo do iTunes |                |         |  |
| N.º                 | Título         | Duração |  |
| 7.                  | "Fall Into Me" | 3:47    |  |
| Duração total:      | Duração total: | 24:02   |  |

## Edição Deluxe
- CD completo
- Uma edição limitada de 7" vinil de "Wish You Were Here" e "Mr. Pushover"
- Um pequeno álbum de fotos feito a mão pelo "Hey Monday", contendo 20 fotos
- Poster exclusivo (11" x 17")
- Assinatura de um ano da revista Alternative Press
- Download instantaneo de "Wish You Were Here"
- Download em MP3 do álbum inteiro em 17 de agosto

## Edição padrão
- CD completo
- Uma edição limitada de 7" vinil de "Wish You Were Here" e "Mr. Pushover"
- Poster exclusivo (11" x 17")
- Download instantaneo de "Wish You Were Here"
- Download em MP3 do álbum inteiro em 17 de agosto

## Posição nas paradas
O EP estreou na posição #25 da Billboard 200, vendendo 14 494 cópias na primeira semana de vendas.
| Paradas                | Melhor posição |
| ---------------------- | -------------- |
| Billboard 200          | 25             |
| Top Digital Albums     | 11             |
| Top Rock Albums        | 9              |
| Top Alternative Albums | 5              |

## Pessoal
Hey Monday
- Cassadee Pope  – Vocal
- Mike Gentile  – Guitarra solo
- Alex Lipshaw   – Guitarra rítmica
- Michael Moriarty  – Baixo
- Patrick McKenzie  – Bateria